# Barbace
Barbace (cyr. Барбаце) – wieś w Serbii, w okręgu pczyńskim, w gminie Trgovište. W 2011 roku liczyła 125 mieszkańców.